# Jin Li
Jin Li (čínsky pchin-jinem Yǐn Lì, znaky 尹力; * srpen 1962) je čínský komunistický politik, člen politbyra ústředního výboru Komunistické strany Číny a tajemník pekingského městského výboru KS Číny (obojí od 2022). Předtím působil jako tajemník fuťienského provinčního výboru KS Číny (2020–2022), guvernér S’-čchuanu (2016–2020) a zástupce tajemníka s’čchuanského provinčního výboru KS Číny (2015–2016), do roku 2015 zastával různé funkce v oblasti zdravotnictví, jako zástupce předsedy Státního výboru pro zdravotnictví a plánování rodiny, ředitel Úřadu pro potraviny a léčiva, náměstek ministra zdravotnictví. Od roku 2012 je členem širšího vedení KS Číny jako kandidát (2012–2017) a člen (od 2017) ústředního výboru.

## Život
Jin Li se narodil v srpnu 1962 v okresu Lin-i ležícím na severozápadě provincie Šan-tung. V letech 1980–1986 studoval na Šantungské lékařské univerzitě v oboru medicína, poté se do roku 1988 věnoval oboru sociální medicína a zdravotnický management; mezitím v roce 1983 vstoupil do Komunistické strany Číny. V roce 1988 odcestoval do Sovětského svazu, kde získal doktorát v oboru ekonomiky a řízení zdravotnictví na Ruské akademii lékařských věd. Do Číny se vrátil v roce 1993 a zahájil svou kariéru jako kádr odboru vzdělávání, vědy, kultury a zdravotnictví ve Výzkumném úřadu státní rady. Později ve výzkumném úřadu působil jako vedoucí jeho mezinárodního oddělení a inspekční úředník. V letech 2002 až 2003 absolvoval stáž na Harvard School of Public Health.
V květnu 2003 začal pracovat na ministerstvu zdravotnictví, kde zastával různé manažerské pozice, roku 2008 povýšil až na náměstka ministra. Mezitím se v roce 2004 stal členem výkonného výboru Světové zdravotnické organizace. V únoru 2012 byl jmenován vedoucím Státního úřadu pro kontrolu léčiv. Na závěr XVIII. sjezdu KS Číny v listopadu 2012 ho delegáti sjezdu zvolili kandidátem ústředního výboru. V dubnu 2013 byl jmenován místopředsedou nově vytvořeného Státního výboru pro zdravotnictví a plánování rodiny a zástupcem ředitele Úřadu pro potraviny a léčiva.
V březnu 2015 přešel z centrálních úřadů do provincií, když byl zvolen zástupcem tajemníka s’čchuanského provinčního výboru KS Číny; v květnu 2015 se stal také vedoucím oddělení propagandy s’čchuanského provinčního výboru KS Číny. V lednu 2016 nastoupil do funkce guvernéra S’-čchuanu poté, co jeho předchůdce Wej Chung odstoupil v důsledku vnitrostranického vyšetřování jeho chování. Na závěr XIX. sjezdu KS Číny v říjnu 2017 byl zvolen členem ústředního výboru. V prosinci 2020 byl zvolen tajemníkem fuťienského provinčního výboru KS Číny, kterým byl do listopadu 2022.
Na XI. sjezdu KS Číny v říjnu 2022 byl potvrzen v ústředním výboru, načež ho ústřední výbor zvolil členem politbyra. Zanedlouho, v listopadu 2022, byl zvolen tajemníkem pekingského městského výboru KS Číny místo Cchaj Čchiho, povýšeného na člena stálého výboru politbyra a výkonného tajemníka sekretariátu ÚV KS Číny.